# Klippe

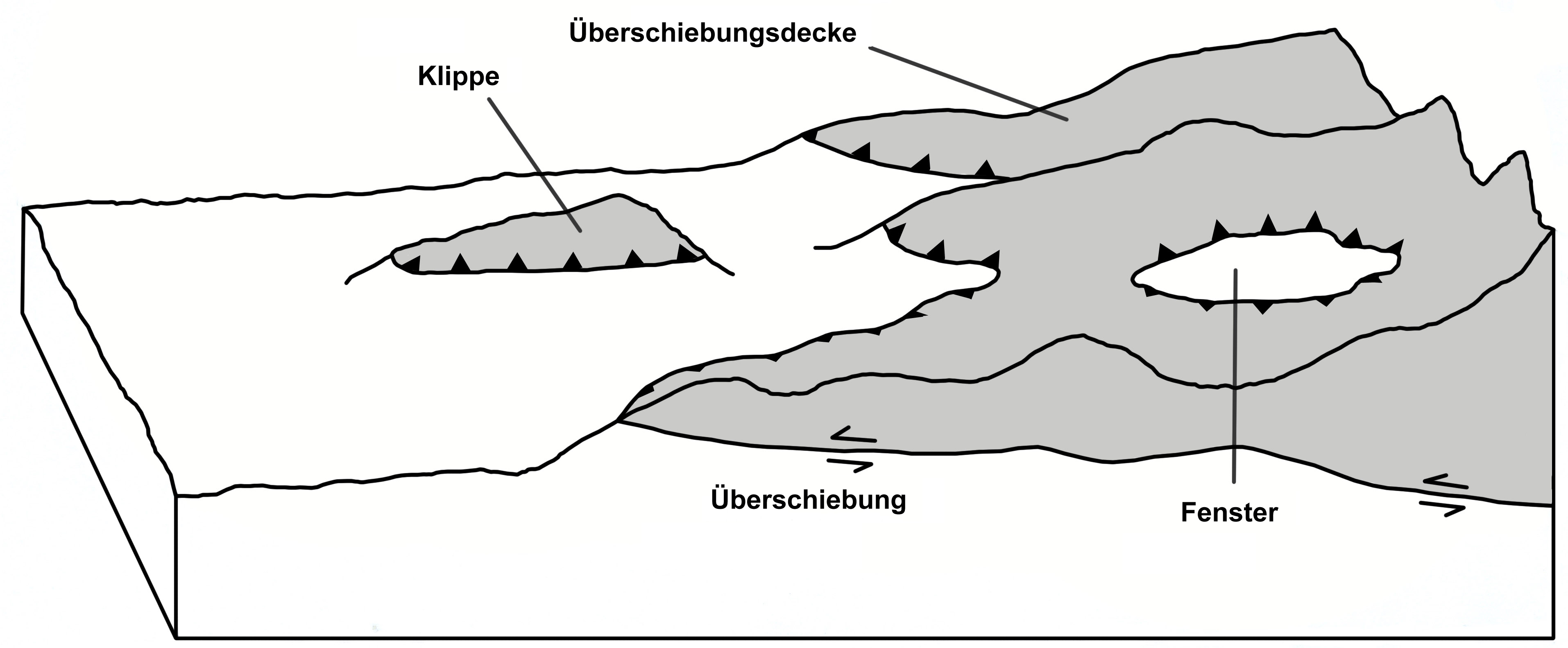
Diagramma schematico di un sistema a falde. Il blocco di tetto o hanging wall, (qui Überschiebungdecke) quando ha dimensioni ragionevoli si chiama falda. La finestra tettonica (qui fenster) si crea per erosione del blocco di tetto alloctono fino ad esporre il materiale autoctono alla base. Il klippe si forma come residuo alloctono in mezzo al blocco di letto o footwall.

Un Klippe (parola tedesca che significa scoglio) è una struttura geologica che è parte isolata di una falda. Una falda, per effetto dell'erosione, prima apre delle finestre tettoniche e poi lascia delle parti isolate chiamate klippe.
Esempi di klippe sono: Chief Mountain nel Montana ed il Cervino, klippe isolato della nappe africana.